# Opistoclanis hawkeri
Opistoclanis hawkeri är en fjärilsart som beskrevs av James John Joicey och Talbot 1921. Opistoclanis hawkeri ingår i släktet Opistoclanis och familjen svärmare. Inga underarter finns listade i Catalogue of Life.

## Beskrivning

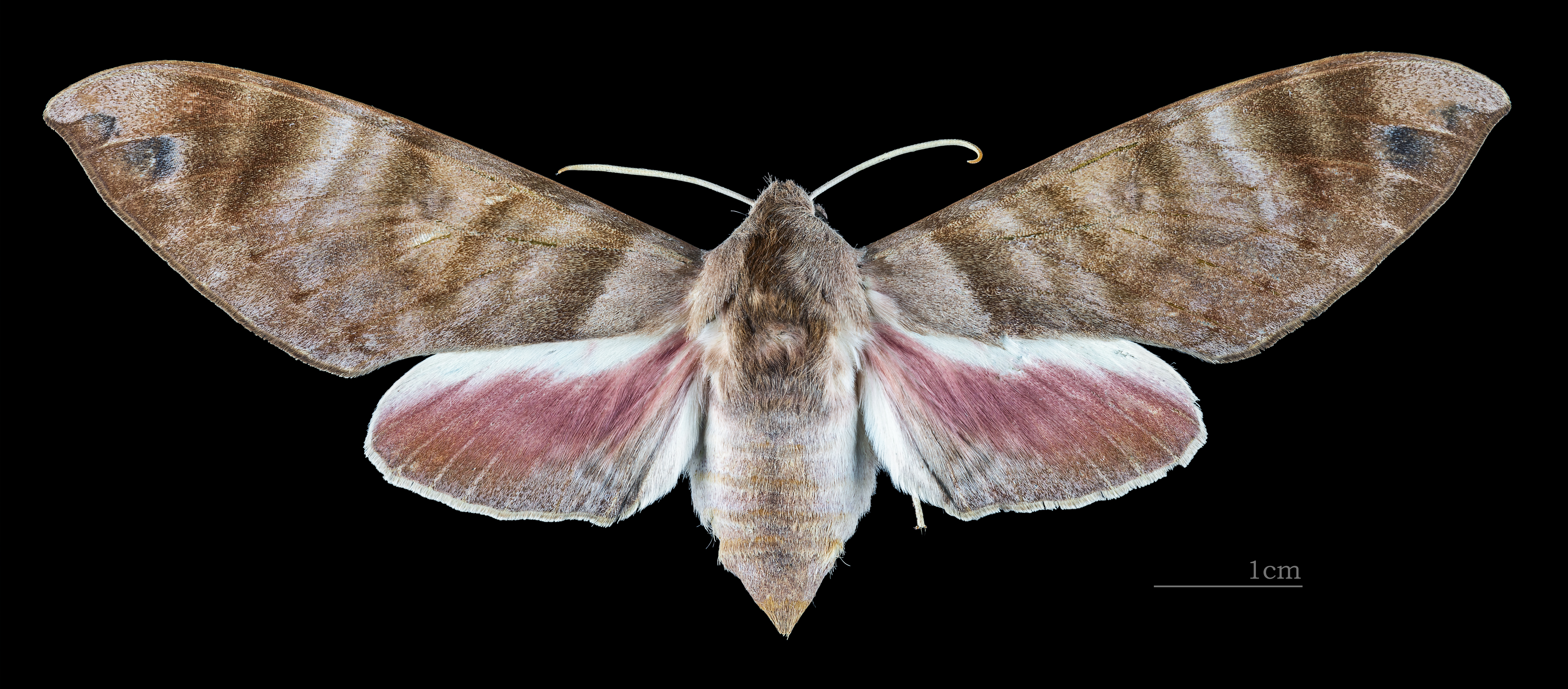
Opistoclanis hawkeri ♀
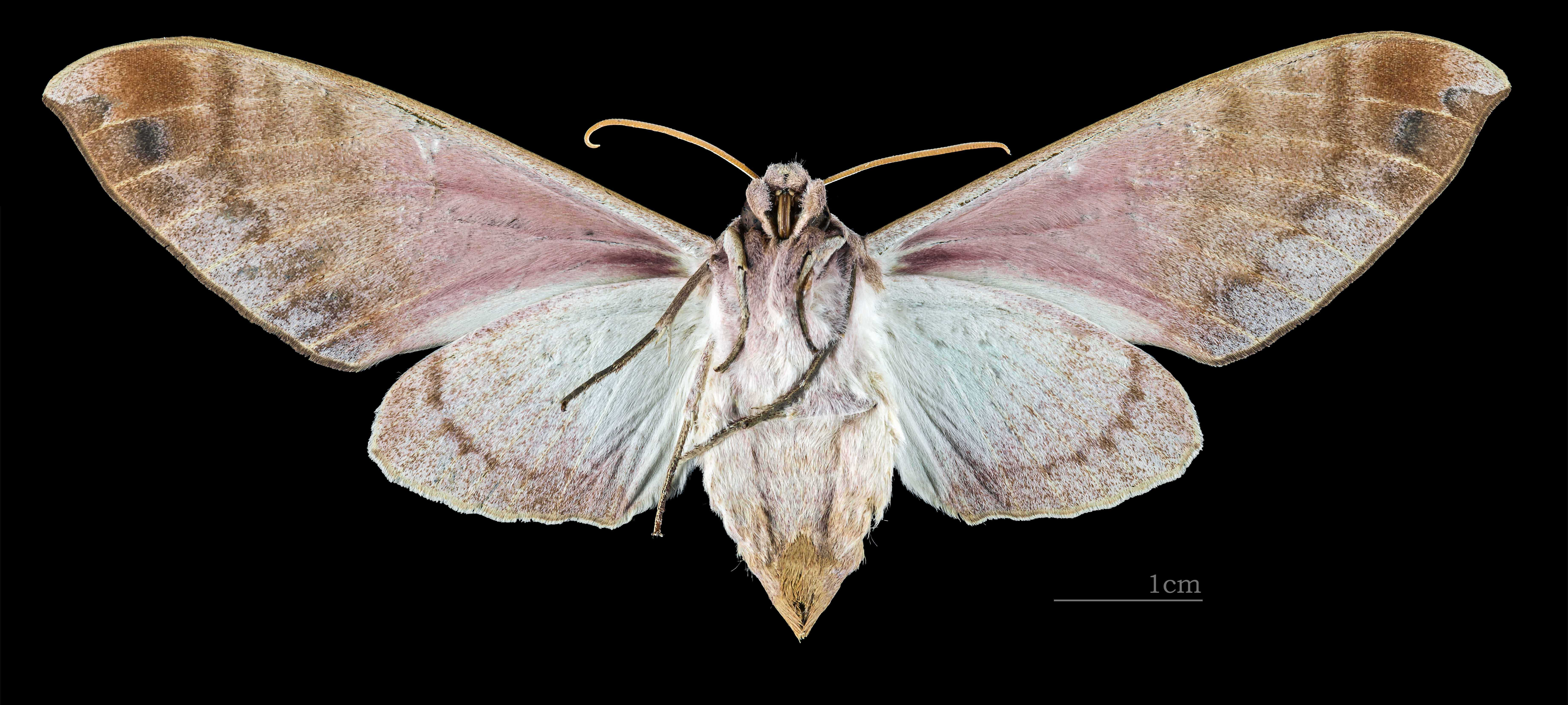
Opistoclanis hawkeri ♀ △